# Amorphoscelis annulicornis
Amorphoscelis annulicornis (лат.) — вид богомолов рода Amorphoscelis из семейства Amorphoscelidae.

## Распространение
Встречается в Южной Азии: Индия, Малайзия, Непал, Шри-Ланка. В Индии отмечен в штатах Аруначал-Прадеш, Ассам, Бихар, Чхаттисгарх, Даман и Диу, Химачал-Прадеш, Керала, Мегхалая, Одиша, Тамилнад, Западная Бенгалия.

## Описание
Длина около 2 см. Основная окраска тела коричневая, снизу чёрная. Лобный склерит узкий, верхний край дугообразный, пазушный с обеих сторон. Голова с крупными округлыми бугорками. Бугорки переднеспинки заостренные; продольный и поперечный кили отчетливые. Ноги с тремя черноватыми поперечными полосами. Передние бедра внутренне черные, основание и края светлые. Средние и задние тазики блестяще-черные с бледными основаниями; бедра с 3 бледными поперечными полосами, голени черные с желтыми полосами, метатарзус с черно-желтыми кольцами. Глаза выступающие, круглые. Лобный склерит поперечный, узкий, дугообразно изогнут, верхний край пазушный; боковые доли темени бугорчатые. Переднеспинка почти такой же длины, как ширина, поперечный гребень у надкоксальной бороздки; передние бедра без шипиков по обоим краям, дисковидный шип один; передние голени только с терминальным шипом; наданальная пластинка поперечная, треугольная; церки уплощены на дистальном сегменте.